# Parco nazionale di U Minh Ha
Il parco nazionale di U Minh Ha o U Minh inferiore (in vietnamita:Vườn quốc gia U Minh Hạ) è un'area naturale protetta del Vietnam. È stato istituito nel 2006 e occupa una superficie di 82,86 km² nella provincia di Cà Mau, nel distretto di U Minh.